# 東井義雄
東井 義雄（とうい よしお/ぎゆう、1912年（明治45年）4月9日 - 1991年（平成3年）4月18日）は、「いのちの教育」の探求に尽くした日本の教育者、浄土真宗僧侶。
兵庫県出石郡合橋村佐々木（現・豊岡市）にある浄土真宗の東光寺に生まれる。1932年（昭和7年）に姫路師範学校を卒業した。卒業後、豊岡小学校赴任を皮切りに小学校教師として奉職、多くの著作を著す。1972年(昭和47年)に八鹿小学校校長を最後に定年退職。翌年4月より姫路学院女子短期大学、兵庫教育大学の講師を務め、1987年(昭和62年)辞任。55年間の教員生活に終止符を打つ。1991年(平成3年)急性硬膜下出血で逝去。東光寺住職。

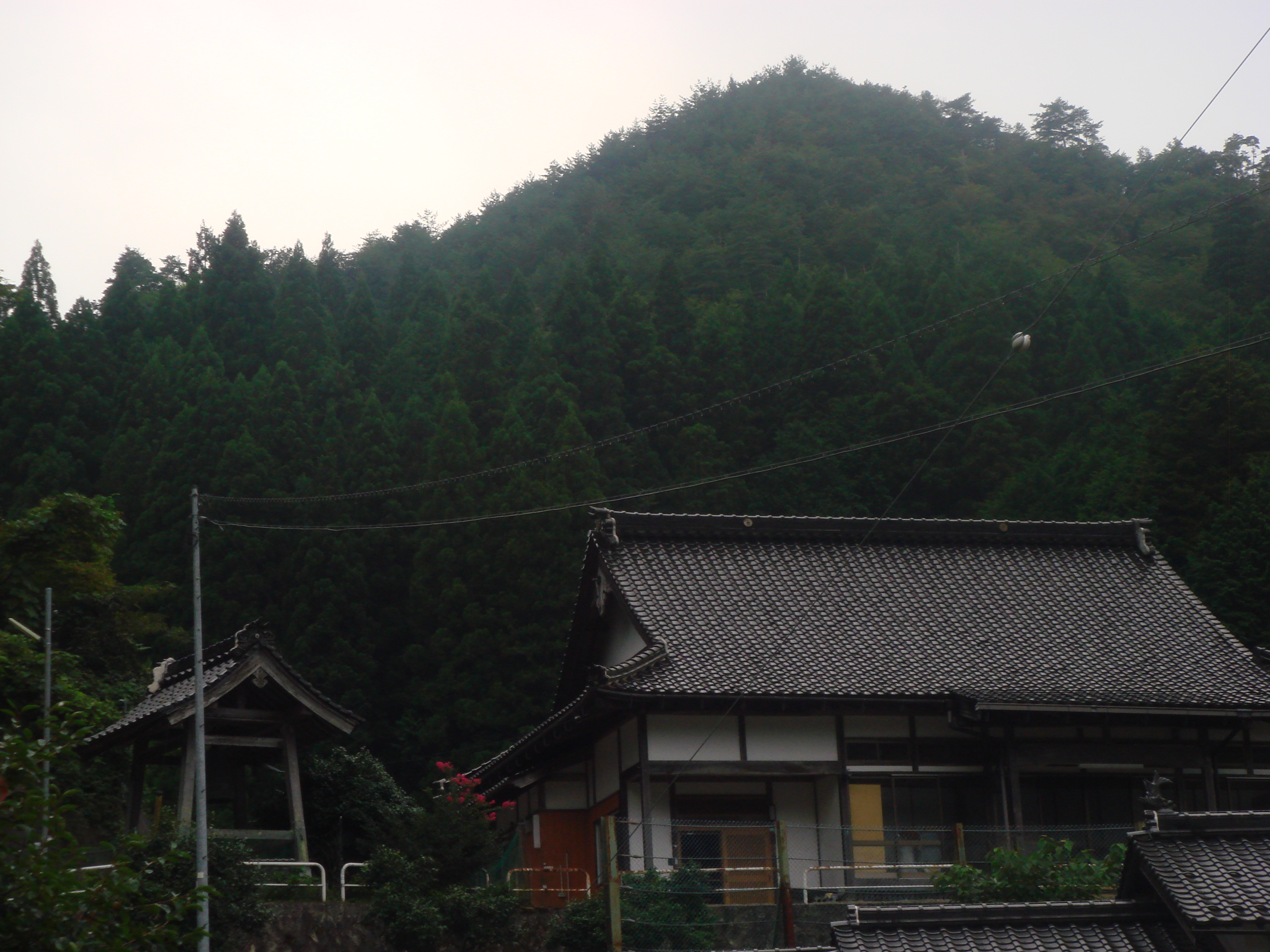
生家の東光寺

## 受賞歴
- 1959年：ペスタロッチ賞（広島文理大学）
- 1960年：小砂丘忠義章（日本作文の会）
- 1962年：平和文化賞（神戸新聞社）
- 1967年：教育功労賞（兵庫県知事）
- 1967年：学習研究章（学習研究社）
- 1971年：教育功労賞（文部省）
- 1981年：教育特別功労賞（但東町）
- 1982年：勲五等双光旭日章（内閣総理大臣）
- 1988年：正力松太郎賞
- （没後）：従五位（内閣総理大臣）

## 著書
- 『学童の臣民感覚』日本放送出版協会　1944年
- 『村を育てる学力』明治図書出版　1957年　教師の仕事
- 『学習のつまずきと学力』明治図書出版　1958年　教師の仕事
- 『子どもを伸ばす条件』明治図書出版　1960年　母と教師を結ぶ文庫
- 『授業の探究』明治図書出版　1961年
- 『国語授業の探究』明治図書出版　1962年
- 『中学生を持つ親へ』明治図書出版　1964年　シリーズ・現代家庭教育新書
- 『主体性を育てる教育』明治図書出版　1966年
- 『村を育てる学力』明治図書出版　1966年　教師の仕事
- 『子どもを活かす力 「豊かさ」の中の教育ポイント』柏樹社　1972年　柏樹新書
- 『東井義雄著作集』全7巻別巻3　明治図書出版　1972年-1973年

1 （村を育てる学力他）
2 （学習のつまずきと学力他）
3 （子どもを伸ばす生活綴方他）
4 （授業の探究・授業の技術）
5 （国語授業の探求他）
6 （子どもを伸ばす条件他）
7 （学級経営と学級づくり）
- 『授業技術入門』1976年　明治図書新書
- 『東井義雄著作集 別巻』(培其根)全3巻　明治図書出版　1976年
- 『根を養えば樹は自ら育つ』[柏樹社]　1976年
- 『いのちの芽を育てる』柏樹社　1979年
- 『子どもの何を知っているか』明治図書出版　1979年
- 『仏さまの願いとお母さん』難波別院　1981年
- 『子どもこそおとなの父』法蔵館　1983年　高倉会館法話集
- 『どの子も必ず救われる 私の家庭教育論』明治図書出版　1983年　シリーズ・現代家庭教育新書
- 『母のいのち子のいのち』探究社　1983年
- 『家にこころの灯を』探究社　1984年
- 『若い教師への手紙』1-3 明治図書出版　1984年-1987年
- 『拝まない者もおがまれている』光雲社　1986年
- 『いのちの根を育てる学力 人間の回復』1987年　国土社の教育選書
- 『輝くいのち輝く子ども』探究社　1988年
- 『東井義雄詩集』探究社　1989年
- 『老よ、ありがとう』樹心社　1990年
- 『東井義雄』菅原稔編　明治図書出版　1991年　現代国語教育論集成
- 『喜びの種をまこう 誰でもできる無財の七施』柏樹社　1991年
- 『東井義雄「いのち」の教え』佼成出版社　1992年　ISBN 978-4333015719
- 『仏の声を聞く』柏樹社　1992年　ブックレット<いやしの泉>
- 『おかげさまのどまんなか』佼成出版社　1994年
- 『東井義雄「こころ」の教え』宇治田透玄監修　佼成出版社　2001年
- 『東井義雄一日一言 いのちの言葉』米田啓祐, 西村徹編　致知出版社　2007年　ISBN 978-4884747992
- 『自分を育てるのは自分 10代の君たちへ』致知出版社　2008年　ISBN 978-4884748319
- 『子どもの心に光を灯す―父母と教師はいま何をなすべきか』 致知出版社　2013年978-4884749972
- 東井義雄「感想　創立三十周年を迎へて]『同窓會誌（兵庫県姫路師範學校同窓會）』三十周年記念号　1931年8月　p.212
- 東井義雄「ある能なし男の歩んだ道」『姫師60年（白鷺会）』1961年5月　ｐ.54
- 東井義雄「記念誌発刊によせて　私を育ててくれた姫路師範学校」『白鷺会教育80周年記念誌』1981年3月　p.110

## 共編著
- 『子どもをのばす生活綴方』寒川道夫,佐古田好一共著　明治図書出版　1957　教師の仕事
- 『「通信簿」の改造 教育正常化の実践的展開』八鹿小学校共著　明治図書出版　1967

## 関連書籍
- 『東井義雄の生涯 「いのちの教育」を求めつづけた』東井義雄遺徳顕彰会　1994
- 『心を育てる教育東井義雄先生』八鹿町教育委員会　1998　八鹿町ふるさとシリーズ
- 米田啓祐編著『教育救済!! 東井義雄の"人間"の育て方』光雲社 2000
- 『東井義雄教育の原点 「土生が丘」復刻版』白もくれんの会, 但東町教育委員会 編　白もくれんの会　2001
- 『東井義雄のこころ』山田邦男ほか　佼成出版社　2002　ことばの花束
- 中川真昭『人が生きる根を育てる 東井義雄さんの軌跡』本願寺出版社　2007